# Азей (Гадалейское муниципальное образование)
Азей — деревня в Тулунском районе Иркутской области России. Входит в состав Гадалейского муниципального образования. Находится примерно в 17 км к юго-востоку от районного центра — города Тулун.

## Население
| 2002 | 2010 | 2011 | 2012 |
| ---- | ---- | ---- | ---- |
| 679  | ↘121 | →121 | ↘120 |

По данным Всероссийской переписи, в 2010 году в деревне проживал 121 человек (58 мужчин и 63 женщины).